# 章家敦

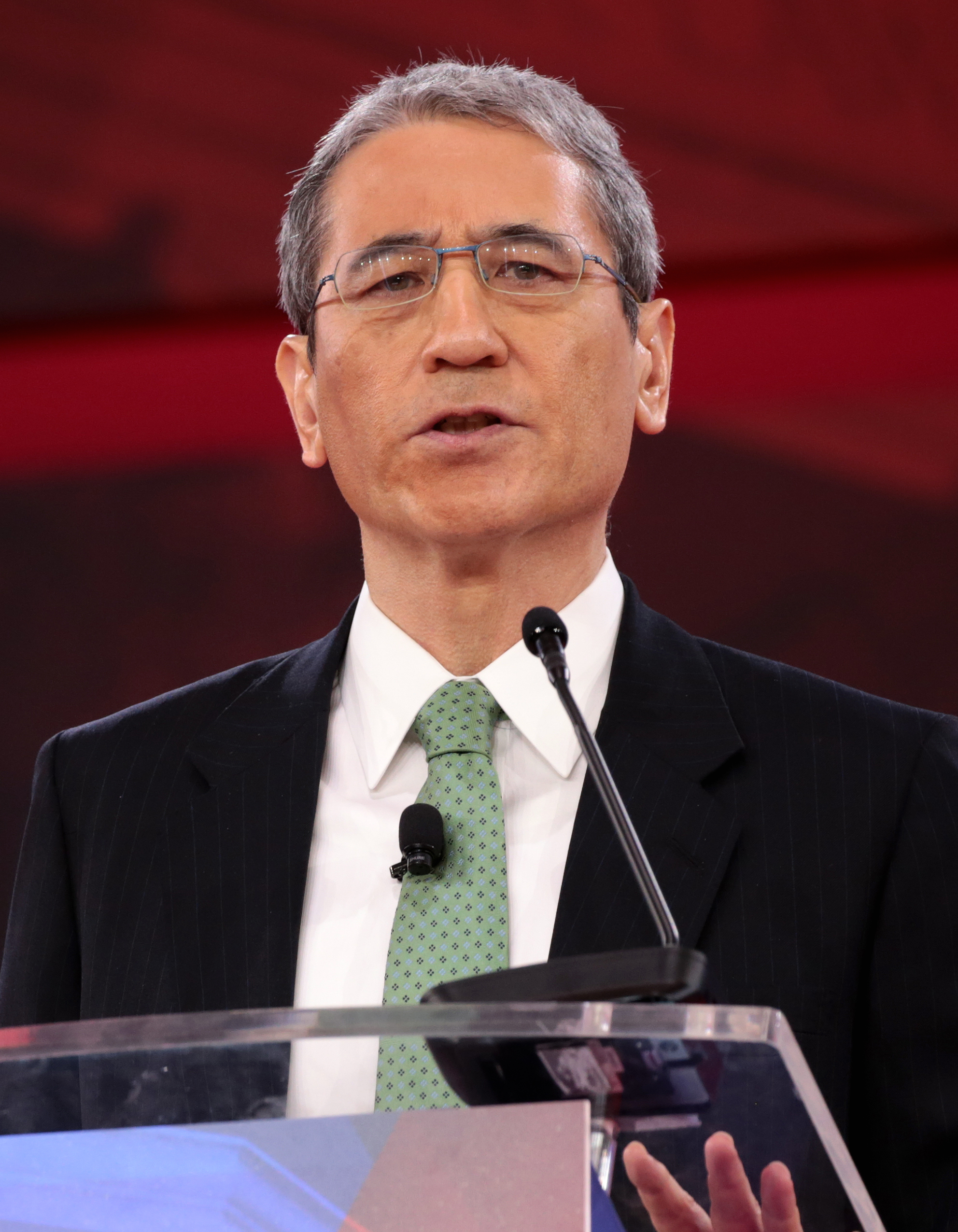
章家敦，2015年

章家敦（英語：Gordon Guthrie Chang；1951年7月5日—），美國律師、作家、電視評論家。經常作出「中國經濟即將崩潰」或「中國即將陷入動亂」等預言，但卻從未曾實現過，所以他的著作和評論，受到準確性上的質疑。

## 生平
章家敦的父亲是來自中國江蘇的华人，母亲是苏格兰裔美国人，他出生在紐澤西州。
章家敦在1976年在康乃爾大學取得法律博士，之後在中港工作歷二十年，曾在國際律師樓貝克·麥堅時擔任香港合伙人，並在《紐約時報》、《亞洲華爾街日報》、《華盛頓郵報》等報紙上發表過與中華人民共和國經濟問題有關的文章。

## 觀點

### 中國崩潰論
章家敦2001年出版了知名作《中國即將崩潰》，該書一出在美國引起轟動，他也因而成名，登上了《紐約時報》的暢銷書排行榜，還被翻譯成多國文字在多國發售，連美國國會也邀請他作因中國專家參加聽證會。他從那時開始多次公開表示中國政府將很快垮台，而且對共產黨預期垮台的那一年做出了非常具體的預測描述。章家敦在書中預計中國的經濟增長最多只能維持5年，並會在2008年奧運會前就開始崩潰。2002年，時任中華民國總統陳水扁接見了章家敦，與其討論「中國即將崩潰」的意見。
起初幾年後崩潰的預言沒有實現後，他就堅稱中國將在2011年崩潰，而就在2011年快要結束的時候，他承認自己當初的預測是錯誤的，但是他卻說預言是正確的，只是時間點不對。章家敦還表示中國正處於「新的網絡泡沫」中，並補充說中國的快速增長與各種內部因素相矛盾，將不能持久。2011年12月29日，章家敦在《外交政策》上寫道︰「強大的中國共產黨將在2012年倒下，而不是2011年。我賭他一把。」2012年結束後，他的預言再次被證明是錯誤的。《外交政策》因此連續2年（2011年及2012年），把章家敦的中國崩潰論列為「年度最糟糕的10項預測」。
2013年，章家敦受福斯財經網訪問，他指在6個月內中國將會崩潰。
2016年，他再次預言中國將在2016年至2017年間倒台。

### 中美「科技冷戰」
他在2020年出版了新書《偉大的美中科技戰爭》，書中他指中國和美國正捲入了他所說的「科技冷戰」，認為獲勝者將能夠主宰21世紀。他說在十年前，中國並未被世界視為認真的科技競爭對手，但中國領導人已成功將國家打造為科技強國，一些人現在發現中國是領導者，而美國正在關鍵領域落後。 章家敦主張美國重新掌控它曾經擁有的尖端技術。

### 在美中國留學生
章家敦曾對曾在美中經濟與安全審查委員會等人說，美國高校就讀的中國學生已成為中國政府的「長臂」，認為在美的中國學生、教授和科學家已成為中國情報的「非傳統收集者」。據《康奈爾每日太陽報》報導，章家敦表示他對來自中國的學生持懷疑態度。

### 中國 - 阿富汗關係觀點
2021年，塔利班再度攻陷阿富汗後，章家敦在美媒《國會山報》上發表了一篇署名文章，指中國將成為「下一個進入阿富汗墳墓的帝國」。

### 其他觀點
在一次採訪中，章家敦表示中國是通過「說謊、欺騙和偷竊」來實現了對美國149.2%的貿易順差。
在他2006年出版的書《核對決：朝鮮佔領世界》中，他說朝鮮最有可能瞄準日本，而不是韓國。他還表示，如果有協調一致的多國外交，朝鮮的核野心可能會被阻止。
章家敦經常批評韓國總統文在寅的用詞“危險”，並稱文在寅可能是“朝鮮的代理人”。 他還斷言文在寅“顛覆了自由、民主和韓國”。

## 逸事
2003年4月25日，百人會2003年年會開設「中國的機會與市場的發展」討論會，章家敦應邀擔任主講人，原本是對頭的索羅斯基金管理公司董事長兼執行長馬克·史瓦茲（Mark Schwartz）、摩根史坦利亞洲榮譽董事長傑克·沃茲沃思（Jack S. Wadsworth）、《風險資本主義者》作者吉姆·羅傑斯聯合「圍剿」章家敦，馬克·史瓦茲以其華爾街老江湖的經驗當面駁斥章家敦「你的中國崩潰論，只在你的書中存在，不存在于現實的中國」。

## 外部連結
- 章家敦個人網站 （页面存档备份，存于）